# 屈興湖
49°40′26″N 10°28′39″E / 49.674016°N 10.477481°E
屈興湖（德語：Küchensee），是德國的湖泊，位於該國東南部，由巴伐利亞州負責管轄，處於沙因費爾德東北面1.5公里，長0.09公里、寬0.06公里，面積0.003平方公里，海拔高度369米，湖岸線長度0.3公里。